# Tyonek
Tyonek és una concentració de població designada pel cens dels Estats Units a l'estat d'Alaska. Segons el cens del 2000 tenia 193 habitants.

## Demografia
Segons el cens del 2000, Tyonek tenia 193 habitants, 66 habitatges, i 45 famílies La densitat de població era d'1,1 habitants/km².
Dels 66 habitatges en un 42,4% hi vivien nens de menys de 18 anys, en un 27,3% hi vivien parelles casades, en un 22,7% dones solteres, i en un 31,8% no eren unitats familiars. En el 30,3% dels habitatges hi vivien persones soles el 7,6% de les quals corresponia a persones de 65 anys o més que vivien soles. El nombre mitjà de persones vivint en cada habitatge era de 2,92 i el nombre mitjà de persones que vivien en cada família era de 3,42.
Per edats la població es repartia de la següent manera: un 37,3% tenia menys de 18 anys, un 6,7% entre 18 i 24, un 33,7% entre 25 i 44, un 17,1% de 45 a 60 i un 5,2% 65 anys o més.
L'edat mediana era de 28 anys. Per cada 100 dones de 18 o més anys hi havia 128,3 homes.
La renda mediana per habitatge era de 26.667 $ i la renda mediana per família de 29.792 $. Els homes tenien una renda mediana de 26.250 $ mentre que les dones 26.250 $. La renda per capita de la població era d'11.261 $. Aproximadament el 2,1% de les famílies i el 13,9% de la població estaven per davall del llindar de pobresa.

## Poblacions properes
El següent diagrama mostra les poblacions més properes.